# Pavel Gerdt
Paul Friedrich Gerdt noto con il nome di Pavel Gerdt (Volinkino, 22 novembre 1844 – Vamaloki, 12 agosto 1917) è stato un ballerino russo.
Fu il Primo danzatore nobile del Balletto Imperiale, del teatro Bol'šoj Kamennyj  e del teatro Mariinskij per 56 anni. Debuttò infatti nel 1860 e si ritirò nel 1916. Anche sua figlia Elisaveta Gerdt fu una ballerina e un'insegnante di spicco.
Gerdt studiò sotto la guida di Alexander Pimenov, un allievo del leggendario Charles Didelot e con Jean Petipa, il padre di Marius Petipa, un maestro della vecchia pantomima e un allievo di Auguste Vestris.
Gerdt era noto come il Cavaliere Azzurro della scena di San Pietroburgo. Ogni grande ballerina del tempo considerava un onore danzare con lui. Creò praticamente quasi tutti i ruoli principali di ogni carattere maschile dell'ultima parte del diciannovesimo secolo. Tra questi citamo: il principe Desirè ne La bella addormentata, quando aveva 46 anni, Sigfried ne Il lago dei cigni, quando aveva 50 anni (in coppia con Pierina Legnani), Lo Schiaccianoci nel (1892). Creò anche i ruoli principali ne La Camargo (1872), Paquita (1881), Coppélia (1884), Il Talismano (1889), Kalkabrino (1891), Cenerentola (1893), Rajmonda (1898), Le Pavillon d'Armide, (1907).
Nessuno in teatro conosceva la sua vera età e quando qualcuno gliela chiedeva, egli rispondeva sempre che aveva 23 anni. Diede il suo addio alle scene nel ruolo di Gamache nel Don Chisciotte nel 1916.
Dal 1880 al 1904 insegnò alla scuola del Teatro Imperiale. Tra i suoi allievi alla scuola del Balletto ci furono Michel Fokine, Vaclav Nižinskij, Tamara Karsavina, George Balanchine  e Anna Pavlova, alla quale insegnò il salto leggiadro di Maria Taglioni e Carlotta Grisi.